# Mara Bourbon
Mara Bourbon, född 21 oktober 2000 i Frankrike, är en fransk varmblodig travhäst. Hon tränades och kördes av Jean-Pierre Dubois.
Mara Bourbon började tävla i mars 2003 och tog sin första seger i debuten. Hon sprang under sin karriär in 1,6 miljoner euro på 76 starter varav 19 segrar, 13 andraplatser och 7 tredjeplatser. Hon tog karriärens största seger i Oslo Grand Prix (2006).
Hon segrade även i Prix de Basly (2003), Prix des Élites (2003), Prix Louis Tillaye (2003), Prix de Geneve (2004), Prix Guy Le Gonidec (2004), Prix Ovide Moulinet (2005), Prix Robert Auvray (2005), Prix Albert Demarcq (2005), Prix Louis Jariel (2005), Europeiskt femåringschampionat (2005), Prix Doynel de Saint-Quentin (2005), Prix du Bourbonnais (2005), Copenhagen Cup (2006), Grand Prix du Departement des Alpes-Maritimes (2006) och på andraplats i Prix Piérre Gamare (2003), Prix de Vincennes (2003), Grand Prix Federation Regionale du Nord (2024), Prix Philippe du Rozier (2004), Critérium Continental (2004), Prix de Sélection (2005), Prix Jockey (2005), Critérium des 5 ans (2005), Prix René Ballière (2006), Prix Jean-Luc Lagardère (2006), Prix de l'Île-de-France (2007) och på tredjeplats i Prix de Pardieu (2004), Prix de l'Étoile (2005) och Prix Marcel Laurent (2005).
Hon är halvsyster med Qualita Bourbon född (2004) och Sam Bourbon född (2006) genom stoet Etta Extra.

## Avelskarriär
Hon har lämnat stjärnhästen Follow You född 2015.

## Statistik
| Statistik för Mara Bourbon (Ref.) | Statistik för Mara Bourbon (Ref.) | Statistik för Mara Bourbon (Ref.) | Statistik för Mara Bourbon (Ref.) | Statistik för Mara Bourbon (Ref.) | Statistik för Mara Bourbon (Ref.) |
| --------------------------------- | --------------------------------- | --------------------------------- | --------------------------------- | --------------------------------- | --------------------------------- |
| Starter                           | Placeringar                       | Startprissumma                    | Segerprocent                      | Platsprocent                      | Rekord                            |
| 76                                | 19-13-7                           | 1 657 405 euro                    | 25 %                              | 51 %                              | 1.10,4ak,                         |

### Större segrar
| År   | Lopp                           | Kusk               | Vinstbelopp | Grupp   |
| ---- | ------------------------------ | ------------------ | ----------- | ------- |
| 2003 | Prix de Basly                  | Louis Baudron      | 50 000 EUR  | Grupp 2 |
| 2003 | Prix des Élites                | Louis Baudron      | 120 000 EUR | Grupp 1 |
| 2003 | Prix Louis Tillaye             | Louis Baudron      | 50 000 EUR  | Grupp 2 |
| 2004 | Prix de Geneve                 | Jean-Pierre Dubois | 36 000 EUR  | Grupp 3 |
| 2004 | Prix Guy Le Gonidec            | Jean-Pierre Dubois | 50 000 EUR  | Grupp 2 |
| 2005 | Prix Ovide Moulinet            | Jean-Pierre Dubois | 50 000 EUR  | Grupp 2 |
| 2005 | Prix Robert Auvray             | Jean-Pierre Dubois | 50 000 EUR  | Grupp 2 |
| 2005 | Prix Albert Demarcq            | Jean-Pierre Dubois | 50 000 EUR  | Grupp 2 |
| 2005 | Prix Louis Jariel              | Jean-Pierre Dubois | 50 000 EUR  | Grupp 2 |
| 2005 | Europeiskt femåringschampionat | Jean-Pierre Dubois | 45 000 EUR  | Grupp 1 |
| 2005 | Prix Doynel de Saint-Quentin   | Jean-Pierre Dubois | 50 000 EUR  | Grupp 2 |
| 2005 | Prix du Bourbonnais            | Jean-Pierre Dubois | 50 000 EUR  | Grupp 2 |
| 2006 | Oslo Grand Prix                | Erik Adielsson     | 165 000 EUR | Grupp 1 |
| 2006 | Copenhagen Cup                 | Jean-Pierre Dubois | 85 000 EUR  | Grupp 1 |